# Нью-Амстердам (Гайана)
Нью-Амстердам (англ. New Amsterdam) — один из крупнейших городов государства Гайана. Административный центр региона Ист-Бербис-Корентайн.

## География
Расположен примерно в 100 км к юго-востоку от столицы страны, города Джорджтаун. Находится на восточном берегу реки Бербис, примерно в 6 км от места её впадения в Атлантический океан.

## Население
Население города составляет около 33 тысяч человек.

## История
Изначально город размещался в 90 км выше по течению реки Бербис (также на её правом берегу). После того, как голландцами был основан Форт-Нассау, вокруг него стало развиваться поселение, от которого стали отпочковываться выселки. Одним из таких выселков стала основанная в 1740-х годах деревня Форт-Синт-Андрис (нидерл. Fort Sint Andries). Деревня быстро развивалась, и в начале второй половины XVIII века здесь уже была лютеранская церковь, суд, трактир и две кузницы. Когда в 1763 году произошло восстание рабов в Бербисе, то повстанческий вождь Куффи сделал здание суда своей ставкой. После того, как повстанцы в 1764 году были вынуждены оставить это место, деревня была сожжена дотла, уцелело лишь построенное из кирпича здание лютеранской церкви (Форт-Нассау был разрушен ещё раньше самими голландскими властями, чтобы предотвратить его попадание в руки повстанцев).
После подавления восстания поселение начало восстанавливаться, однако вскоре стало ясно, что центром колонии оно больше быть не может: плантаторы перемещались на более плодородные земли в низовья реки Бербис, и туда же смещался центр экономической активности региона. В 1785 году было принято принципиальное решение о переносе административного центра, а в 1790 году жителям поселения Форт-Синт-Андрис были выделены земельные участки на новом месте, и дано 6 месяцев на переезд. Так возникло поселение Ньив-Амстердам (нидерл. Nieuw Amsterdam).
После того, как начались Наполеоновские войны, в ходе которых Нидерланды были оккупированы Францией, во время Войны первой коалиции эти земли были в 1795 году захвачены англичанами. В 1802 году, в соответствии с Амьенским мирным договором, они были возвращены голландцам, но боевые действия вскоре возобновились, и англичане вновь оккупировали эти территории. Лондонская конвенция 1814 года закрепила переход колонии под власть Великобритании, и название города, означающее «Новый Амстердам», стало читаться не по-нидерландски, а по-английски, как Нью-Амстердам. В 1831 году Соединённая колония Демерары и Эссекибо, административным центром которой являлся Нью-Амстердам, была объединена с колонией Бербис в новую административную единицу — колонию Британская Гвиана. Столицей новой колонии стал Джорджтаун, а Нью-Амстердам утратил свой столичный статус.

## Известные уроженцы и жители
- Бёрнхем, Виола (1930—2003) — гайанский политический и государственный деятель, первая леди Гайаны.
- Дэбидин, Дэвид (род. 1955) — гайанский писатель.
- Лакху, Эдвард (1912—1998) — последний британский генерал-губернатор Гайаны и кратко исполняющий обязанности президента Гайаны в 1970 году.
- Миттельхольцер, Эдгар (1909—1965) — гайанский писатель. Один из основоположников вест-индской литературы.
- Шридат Рампал (род. 1928) — гайанский политик, Генеральный секретарь Содружества наций (1975—1990).